# Эвселяхии
Эвселяхии (лат. Euselachii) — подкласс хрящевых рыб, представленный двумя современными группами (акулами и скатами) и близкими им вымершими группами. Некоторые авторы включают в состав таксона также вымершую группу пресноводных рыб, сходных с акулами — ксенакантообразных. Имеют анальный плавник и два спинных плавника с шипом.

## Классификация
Подкласс эвселяхий включает 2 инфракласса с 13 отрядами, 51 семейством, 189 родами и примерно 1150 видами:
- † Род Acronemus
- † Отряд Protacrodontiformes
- † Инфракласс Hybodonta — Гибодонты
  - † Отряд Hybodontiformes — Гибодонтообразные
- Инфракласс Elasmobranchii (= Neoselachii) — Пластиножаберные, или неоселяхии
  - Selachii — Акулы
    - Galeomorphi
      - † Отряд Synechodontiformes
      - Отряд Heterodontiformes
      - Отряд Orectolobiformes
      - Отряд Lamniformes
      - Отряд Carcharhiniformes

    - Squalomorphi
      - Hexanchida
        - Отряд Hexanchiformes

      - Squalida
        - Отряд Squaliformes

      - Squatinida
        - † Отряд Protospinaciformes
        - Отряд Echinorhiniformes
        - Отряд Squatiniformes
        - Отряд Pristiophoriformes

  - Batomorphi (=Batoidea) — Скаты
    - Отряд Torpediniformes
    - Отряд Rajiformes
    - Отряд Pristiformes
    - Отряд Myliobatiformes